# 戈朗夫洛
戈朗夫洛（法語：Gorenflos，法語發音：[ɡɔʁɑ̃flo]）是法国上法蘭西大區索姆省的一个市镇，属于阿布维尔区。

## 地理
戈朗夫洛（50°5'43"N, 2°3'1"E）面积6.17 平方千米，位于法国上法蘭西大區索姆省，该省份为法国北部沿海省份，北起加来海峡省和北部省，西接滨海塞纳省和大西洋英吉利海峡，南至瓦兹省，东临埃纳省。
与戈朗夫洛接壤的市镇（或旧市镇、城区）包括：布吕康、多马昂蓬蒂约、栋克尔、埃尔尼、弗朗克维尔、叙尔康。
戈朗夫洛的时区为UTC+01:00、UTC+02:00（夏令时）。

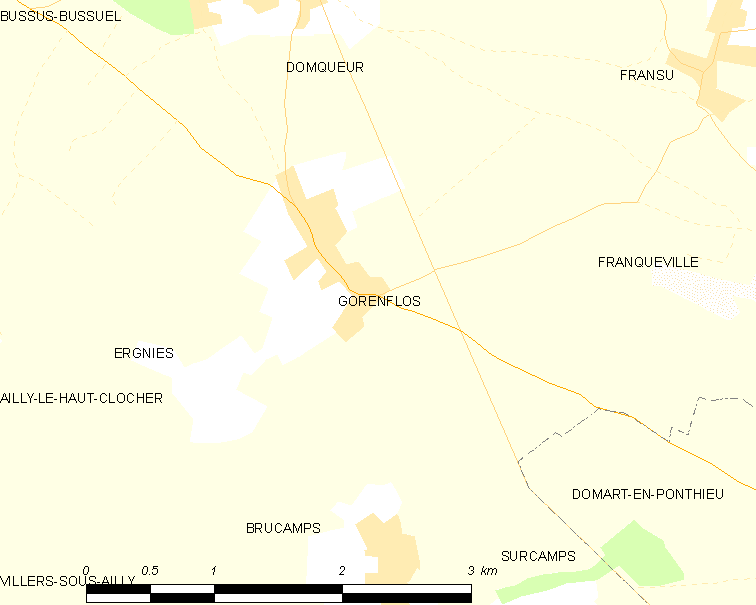
戈朗夫洛的OSM定位图

## 行政
戈朗夫洛的邮政编码为80690，INSEE市镇编码为80380。

## 政治
戈朗夫洛所属的省级选区为吕镇县。

## 人口

1962-2008年间戈朗夫洛人口变化图示

戈朗夫洛于2022年1月1日时的人口数量为236人。